# Cessna 208 Caravan
Pour les articles homonymes, voir Caravan.
Dimensions
Le Cessna 208 Caravan est un avion de transport de fabrication américaine.

## Conception
Conçu en vue de remplacer les avions de brousse Beaver et Otter et les premiers Cessna, le C208 Caravan est un appareil économique bénéficiant d'une grande capacité d'emport de charge et ne nécessitant qu'une maintenance très légère. Il est aussi d'une catégorie ADAC (avion à décollage et atterrissage court). Le prototype de cette machine, désigné Model 208, effectua son vol initial le 9 décembre 1982 et de nombreuses versions de série, destinées à des utilisateurs aussi bien civils que militaires, furent réalisées. 

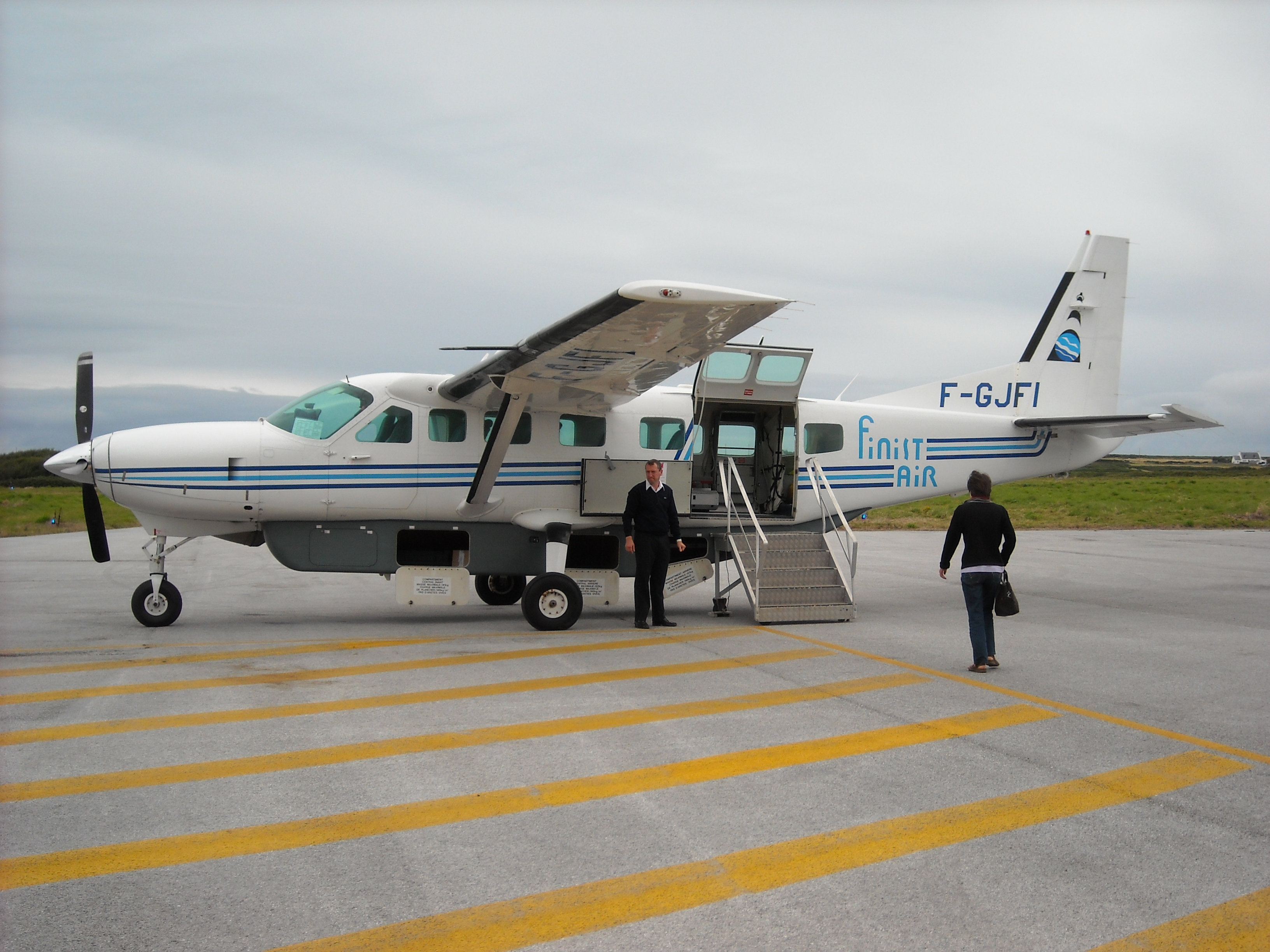
L'un des deux appareils en service sur la ligne Brest <> Ouessant dans le Finistère.

Le Cessna Caravan est disponible en plusieurs modèles (détection des incendies, patrouille côtière, travail agricole), et il peut être équipé d'atterrisseurs à roues, à ski ou à flotteurs. Sous le ventre du Cessna C208, il est possible d'arrimer une soute (voir photo) augmentant ainsi la capacité d'emport de l'appareil.
Parmi les principales utilisations on peut citer : le largage, les liaisons inter-îles, les photos, les vols sanitaires.
L'avionique Garmin G1000 est installée en standard depuis 2008 puis remplacée par le G1000 NXi depuis 2017.
Le millième appareil est livré en 1998. Au début des années 2000, l'appareil est équipé d'un moteur Pratt & Whitney Canada PT6A-114A d'une puissance nominale de 675 chevaux qui le rend très populaire. Le trois millième exemplaire est livré le 13 janvier 2023.
Le principal utilisateur du Caravan est la firme Federal Express[Quand ?] qui aligne notamment des Model 208B dépourvus de hublots et dont le fuselage a été rallongé de 1,22 m.
En 2014, le prix d'un Cessna 208B est d'environ 4,5 millions de dollars américains.

## Variantes

### Civiles

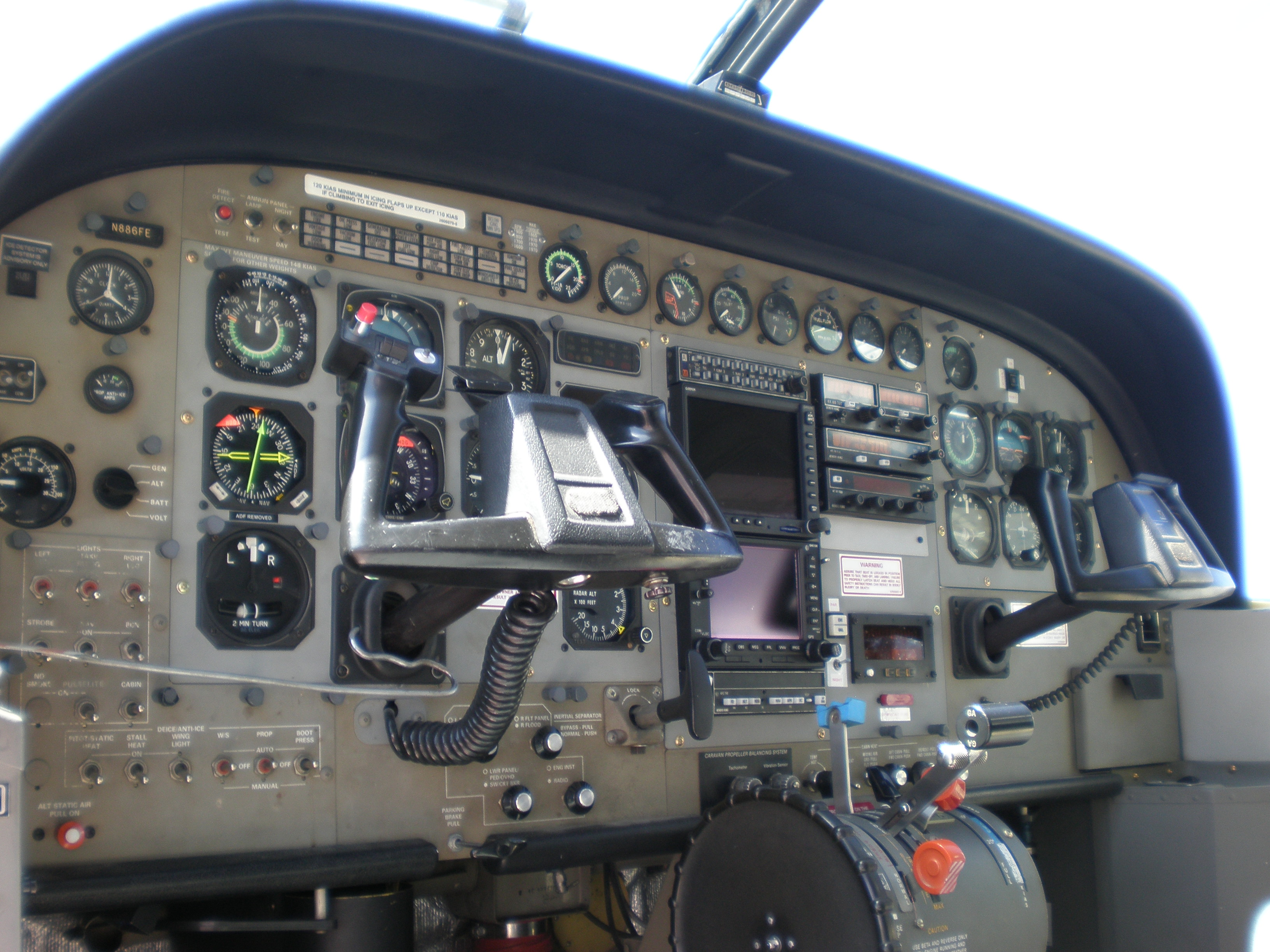
Tableau de bord d'un Cessna 208B.

208A Caravan I
Version originelle du C208 motorisée par un turbopropulseur Pratt & Whitney Canada PT6A-114 de 600 ch.
208A Caravan 675
Version de base du C208 produite actuellement et motorisée par un PT6A-114A de 675 ch.
208A Cargomaster
Version cargo développée en collaboration avec FedEx. FedEx a reçu 40 exemplaires de l'appareil.
208B Grand Caravan
Version agrandie de 1,2 m du Caravan I et motorisée par un PT6A-114A.
208B Grand Caravan EX
Version motorisée par un PT6A-140 de 867 ch.
208B Super Cargomaster
Version cargo du 208B Grand Caravan. 260 exemplaires ont été livrés à FedEx.
Autres versions avec Supplemental Type Certificate:
Caravan Amphibian
Un C208A Caravan doté de flotteurs Wipaire (en) 8000 en lieu et place du train d'atterrissage.
HORUS
Version d'aérosurveillance des incendies en France Métropolitaine et en Corse (notamment D-FOLI, loué auprès de CAE Aviation, entreprise luxembourgeoise de services aéronautiques.),,.
Soloy Pathfinder 21
Version bimoteur allongée du C208 développé par Soloy Corporation. Cet appareil dispose de deux moteurs PT6D-114A entraînant une seule hélice, et est allongé de 1,8 m derrière les ailes.
Caravan 850
208 avec un moteur Honeywell TPE331-12JR-701S de 850 ch (634 kW), installé par Aero Twin Inc.
950 Grand Caravan
208B avec un moteur Honeywell TPE331-12JR-704AT de 1 000 ch (746 kW), installé par Aero Twin Inc.
Blackhawk Caravan
208 et 208B à 850 ch (634 kW) PT-6A-42A.
Supervan 900
208B avec un moteur Honeywell TPE331-12JR de 850 ch (634 kW) / (900 ch (671 kW)), installé par Texas Turbine
XP42A Upgrade
208B avec un moteur PT6A-42A Pratt & Whitney Canada de 850 ch (634 kW), installé par Blackhawk.
eCaravan
Le 29 mai 2020, un Cessna 208B Grand Caravan doté d'un moteur électrique Magni500 de 560 kW et 750 ch affrété par l'entreprise magniX devient l'aéronef électrique et destiné à un usage commercial le plus grand à avoir effectué un vol. L'autonomie est d'environ 160 km.

### Militaires
U-27A
Version militaire du 208A.
C-98
Désignation au sein de la Force aérienne brésilienne du U-27.
C-16
Désignation proposée par l'United States Army.
AC-208 Combat Caravan
Version de reconnaissance et d'observation armée de missiles Hellfire actuellement commercialisée auprès des forces aériennes libanaise et irakienne,.

## Opérateurs
Opérateurs civils :
En France :
- Finistair : 2 appareils F-HFTR F-HFTS[14]
- Saint Barth Commuter : 5 appareils basés à Saint-Barthélemy, F-OSBC, F-OSBS, F-OSBM, F-OSJR, F-OSCO (C208EX)
- Air Antilles : 1 appareil F-OIXJ[15]
- Aviation sans frontières : 2 appareils F-OJJD et F-OJJC[16]
- Divers centres de parachutisme.

Dans le monde :
- Fedex Feeder : 239 , USA
- Susi Air :  32 , Indonésie
- Soundair: 5 , Nouvelle Zélande
- Tassili Airlines : 5, Algérie
- Sydney Seaplane : 3 , VH-IOV, VH-SXF, VH-ZWH, Australie
- King Fisher Air Services : 6, Puerto Rico

- Arc en Ciel Airlines : 1, Sénégal
- Azul Brazilian Airlines : 20, Brésil
- Sunrise Airways : 1, HH-JSB (ex F-OSBH),  Haiti

Opérateurs étatiques :
- Deux appareils ont été offerts en 2018 au Cameroun par les États-Unis dans le cadre de la lutte contre la secte Boko Haram[17].